# 中山康雄
中山康雄（なかやま やすお、1952年- ）は、日本の哲学者。科学哲学・言語哲学・分析哲学が専門。

## 略歴
静岡県生まれ。1975年京都大学理学部卒。1987年ベルリン自由大学哲学部哲学博士（Dr. phil.）の学位取得。1991年大阪大学人間科学部助教授、96年同人間科学研究科研究科教授、2018年定年。

## 著書
- 『時間論の構築』勁草書房 2003
- 『共同性の現代哲学 心から社会へ』 (双書エニグマ)勁草書房 2004
- 『言葉と心 全体論からの挑戦』 (双書エニグマ)勁草書房 2007
- 『科学哲学入門 知の形而上学』勁草書房 2008
- 『現代唯名論の構築 歴史の哲学への応用』 (現代哲学への招待)春秋社 2009
- 『科学哲学』 (ブックガイドシリーズ基本の30冊)人文書院 2010
- 『規範とゲーム 社会の哲学入門』勁草書房 2011
- 『示される自己 自己概念の哲学的分析』春秋社 2012
- 『パラダイム論を超えて 科学技術進化論の構築』勁草書房 2016
- 『言語哲学から形而上学へ: 四次元主義哲学の新展開』 勁草書房 2019
- 『共に社会を生きる人間 社会の哲学と倫理学』 勁草書房 2021

### 翻訳
- セオドア・サイダー『四次元主義の哲学 持続と時間の存在論』(現代哲学への招待) 監訳,小山虎,齋藤暢人,鈴木生郎訳 春秋社 2007

## 論文
- <中山康雄
- https://kisoron.hus.osaka-u.ac.jp/people/Nakayama/works.php